# Guido Bruck
Guido Bruck  (* 11. November 1920 in Wien; † 13. März 1966 in Melk) war ein österreichischer Numismatiker.
Bedingt durch Krieg und Gefangenschaft erlangte er erst 1948 das Doktorat der Philosophie. Im selben Jahr kam er an die Sammlung von Medaillen, Münzen und Geldzeichen des Kunsthistorischen Museums in Wien, wo er zum Zeitpunkt seines frühen Todes Kustos der antiken Abteilung war.
Bahnbrechend ist vor allem sein Werk Die spätrömische Kupferprägung. Ein Bestimmungsbuch für schlecht erhaltene Münzen (1961), das das spätantike römische Münzwesen nach der Reverstypologie erschließt.

## Schriften
- Münzkundliche Untersuchungen zur Geschichte der Kaiser Marcus Claudius Tacitus und Marcus Annius Florianus. Dissertation Universität Wien 1948 (ungedruckt).
- Die spätrömische Kupferprägung. Ein Bestimmungsbuch für schlecht erhaltene Münzen. Akademische Druck- und Verlags-Anstalt, Graz 1961 (Digitalisat).
  - Englisch: Late Roman Bronze Coinage. An attribution guide for poorly preserved coins. Translated by Alisdair Menzies. Alisdair Menzies, Genf 2014, ISBN 978-1-326-05536-3).